# Breza
Breza (lat. Betula), biljni rod listopadnog drveća i grmlja iz porodice brezovki. Pripadaju mu 84 priznate vrste, od kojih u Hrvatskoj rastu dvije, viseća ili obična breza (Betula pendula) i kritično ugrožena cretna breza (Betula pubescens).
Rod je dobio ime po galskoj riječi betu, koja znači »bitumen«; prema Pliniju Starijem, Gali su dobivali bitumen od te biljke. Bijela ili obična breza naraste do 30 metara. Njezino drvo je lako za obradu, ali nije visoke kvalitete, pa se proizvodi furnir i jeftiniji namještaj i vrata. Mladi listovi i pupoljci bijele breze su jestivi, a isto tako i rese, sjemenke i unutrašnji dio kore. Grančice breze poznate su po tome što se od njih izrađuju metle.

## Vrste
1. Betula alleghaniensis Britton, žuta breza
2. Betula alnoides Buch.-Ham. ex D.Don
3. Betula ashburneri McAll. & Rushforth
4. Betula × aurata Borkh.
5. Betula × avatshensis Kom.
6. Betula baschkirica Tzvelev
7. Betula bomiensis P.C.Li
8. Betula × bottnica Mela
9. Betula × caerulea Blanch.
10. Betula calcicola (W.W.Sm.) P.C.Li
11. Betula celtiberica Rothm. & Vasc.
12. Betula chichibuensis H.Hara
13. Betula chinensis Maxim.
14. Betula cordifolia Regel
15. Betula coriaceifolia V.N.Vassil.
16. Betula corylifolia Regel & Maxim.
17. Betula costata Trautv.
18. Betula cylindrostachya Wall.
19. Betula dauurica Pall.
20. Betula delavayi Franch.
21. Betula × dosmannii McAll.
22. Betula × dugleana Lepage
23. Betula × dutillyi Lepage
24. Betula × eastwoodiae Sarg.
25. Betula ermanii Cham.
26. Betula falcata V.N.Vassil.
27. Betula fargesii Franch.
28. Betula fruticosa Pall.
29. Betula glandulosa Michx.
30. Betula globispica Shirai
31. Betula gmelinii Bunge
32. Betula grossa Siebold & Zucc.
33. Betula gynoterminalis Y.C.Hsu & C.J.Wang
34. Betula hainanensis J.Zeng, B.Q.Ren, J.Y.Zhu & Z.D.Chen
35. Betula × heptopotamica V.N.Vassil.
36. Betula honanensis S.Y.Wang & C.L.Chang
37. Betula × hornei E.J.Butler
38. Betula humilis Schrank, patuljasta breza
39. Betula × intermedia (Hartm.) E.Thomas ex Gaudin
40. Betula × jackii C.K.Schneid.
41. Betula karagandensis V.N.Vassil.
42. Betula klokovii Zaver.
43. Betula kweichowensis Hu
44. Betula lenta L., grabolisna breza
45. Betula luminifera H.J.P.Winkl.
46. Betula maximowicziana Regel
47. Betula medwediewii Regel
48. Betula megrelica Sosn.
49. Betula michauxii Spach
50. Betula microphylla Bunge
51. Betula × minor (Tuck.) Fernald
52. Betula nana L., brezica, niska breza
53. Betula nigra L., crna breza
54. Betula occidentalis Hook.
55. Betula papyrifera Marshall, papirasta breza
56. Betula × paramushirensis Barkalov
57. Betula pendula Roth, obična breza, viseća breza
58. Betula × plettkei Junge
59. Betula populifolia Marshall
60. Betula potamophila V.N.Vassil.
61. Betula potaninii Batalin
62. Betula psammophila V.N.Vassil.
63. Betula pubescens Ehrh., cretna breza
64. Betula pumila L.
65. Betula × purpusii C.K.Schneid.
66. Betula raddeana Trautv.
67. Betula × raymundii Lepage
68. Betula saksarensis Polozhij & A.T.Malzeva
69. Betula × sandbergii Britton
70. Betula × sargentii Dugle
71. Betula saviczii V.N.Vassil.
72. Betula schmidtii Regel
73. Betula skvortsovii McAll. & Ashburner
74. Betula sunanensis Y.J.Zhang
75. Betula tianschanica Rupr.
76. Betula × uliginosa Dugle
77. Betula × utahensis Britton
78. Betula utilis D.Don
79. Betula × vologdensis Tzvelev
80. Betula × winteri Dugle
81. Betula wuyiensis J.B.Xiao
82. Betula × zimpelii Junge
83. Betula zinserlingii V.N.Vassil.

## Zanimljivosti
- Stanovnici tajgi u Europi i Aziji stoljećima su zarezivali brezina stabla kako bi dobili brezin sok od kojeg su dobivali vino, pivo i ocat. Iz soka se koncentriranjem dobiva brezin sirup. Od šećera brezin sirup sadrži glukozu i fruktozu koje ima više. Također sadrži i podosta ksilitola koji se dodaje mnogim dijetetskim i farmaceutskim proizvodima bez šećera te sprječava rast i stvaranje kiseline od strane bakterija koje uzrokuju karijes.[3]
- Pivo od breze (engl. birch beer), je bezalkoholni napitak koji se proizvodi od brezine kore i biljnih ekstrakata.
- Brezin šećer, šećer od brezine kore